# 노영희 (고려)
노영희(盧永禧, 생몰년 미상)는 고려(高麗) 중, 후기의 무장이다. 삼별초(三別抄)의 지휘관으로 야별초지유(夜別抄指諭)를 맡고 있었다. 
삼별초는 고려 최씨 무신정권의 사병 집단으로 초기에는 야경을 위한 야별초(夜別抄)로써 좌·우 별초(別抄)로 나뉘어 편제되어 있었고, 몽골과의 전쟁기에 몽골에 포로로 잡혀갔다가 돌아온 사람들을 모아 조직한 신의군(神義軍)을 더하여 삼별초라고 하였다. 
삼별초는 유명무실화된 고려의 정규군을 대신하여 고려군의 핵심 병력으로써 몽골과의 전투에 투입되기도 하였다. 나아가 최씨 정권 몰락 이후에는 원종(元宗)을 도와 무신정권의 마지막 권력자였던 임유무를 제거하는 데에도 가담함으로써 무신정권의 종식에도 기여하였다. 
그러나 원종 11년(1270년) 고려 조정이 원(元)과의 화의와 함께 강도(강화)를 떠나 개경(開京)으로 환도할 것을 결정하고(출륙환도) 동시에 강화에 남아 있던 삼별초에 대한 해산을 선언하였다. 
이에 6월 기사 초하루 삼별초의 장군(將軍) 배중손(裵仲孫)은 지유 노영희 등과 함께 삼별초를 거느리고 고려 조정에 맞서 반기를 들었다. 배중손과 노영희는 삼별초를 거느리고 시랑(市廊)에 모여, 고려 조정이 원에 인질로 보낸 왕족 영녕공(永寧公) 준(綧)의 형인 승화후(承化侯) 온(溫)을 새로운 왕으로 내세웠다. 이어 대장군(大將軍) 유존혁(劉存奕)과 상서좌승(尙書左丞) 이신손(李信孫)을 좌·우 승선(承宣)으로 임명하는 등 독자적인 관직 임명을 행하였다. 
이틀 뒤인 신미(3일) 삼별초는 강화에 남아 있던 고관의 자녀와 재물을 거두어 진도(珍島)로 내려갔다. 이후 노영희에 관한 기록은 남아 있지 않다. 삼별초는 원종 12년(1271년) 5월에 여몽 연합군에 의해 진도가 진압된 뒤 다시 잔여 세력들이 제주도(탐라)로 내려갔으며, 원종 14년(1273년) 4월 여몽 연합군의 공격으로 최종적으로 진압되었다. 

## 참고 문헌
- 《고려사》
- 《고려사절요》

## 같이 보기
- 삼별초